# Waleng
Waleng is een bestuurslaag in het regentschap Wonogiri van de provincie Midden-Java, Indonesië. Waleng telt 2564 inwoners (volkstelling 2010).